# Ушаков, Андрей Петрович
Андрей Петрович Ушаков — советский хозяйственный, государственный и политический деятель.

## Биография
Родился в 1920 году. Член КПСС.
Окончил Московский институт инженеров железнодорожного транспорта. 
В 1943—1983 гг. — начальник смены Метростроя, заместитель комсорга, комсорг Метростроя, заместитель парторга Метростроя, заместитель начальника, заместитель главного инженера строительства Метростроя, начальник СМУ № 5 Метростроя, председатель исполкома Киевского районного Совета депутатов трудящихся города Москвы, председатель ЦК профсоюза рабочих строительства и промышленности строительных материалов, секретарь Всесоюзного Центрального Совета профсоюзов.
Делегат XXV и XXVI съездов КПСС.
Умер после 1993 года.